# Понцони, Коки
Аурелио Понцони (итал. Aurelio Ponzoni; Пустой шаблон {{ВД-Преамбула}} ), более известный как Коки Понцони (Cochi Ponzoni) — итальянский актёр, сценарист, певец и комик.

## Жизнь и карьера
Аурелио Понцони родился в Милане. Понцони учился в итальянском классическом лицее в Милане вместе с Энрико Беруски (ит.).
Понцони впервые стал известен как участник популярного комедийного дуэта Cochi & Renato вместе с Ренато Подзетто.
В 1976 году Понцони начал параллельную сольную карьеру, дебютировав в кино в роли главного героя в фильме Альберто Латтуада «Собачье сердце» и сыграв роль любовника Агостины Белли в «Карьере горничной». После появления в паре с Подзетто в ряде комедийных фильмов в начале 1980-х Понцони оказался не в ладах с выбором работы своего партнёра и вместо этого решил сосредоточиться на драматическом театре, ограничив свою карьеру в кино случайными эпизодическими второстепенными персонажами. После длительного перерыва он воссоединился с Поццетто в 2000-х для серии телевизионных и сценических проектов.